# Vergelijkende methode (taalkunde)
De vergelijkende methode is een methode om het proces van taalverandering te bestuderen waarbij twee of meer talen met elkaar worden vergeleken. Als zodanig staat deze methode uit de historische en vergelijkende taalkunde tegenover de interne reconstructie, waarbij de diachrone ontwikkeling van een en dezelfde taal wordt onderzocht (bijvoorbeeld het Oud- en Middelnederlands versus het moderne Nederlands). Doorgaans worden deze twee methodes echter in combinatie met elkaar gebruikt om reconstructie te bewerkstelligen en in de contrastieve taalkunde.

## Geschiedenis

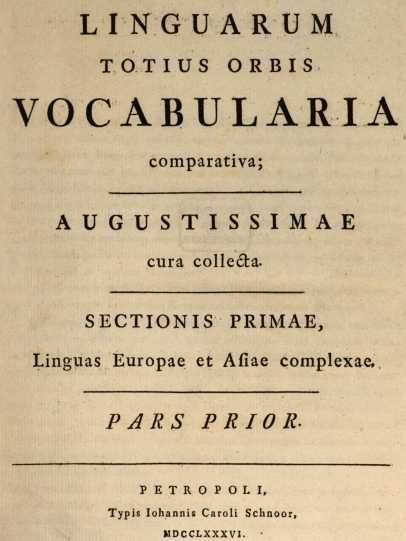
Het Vergelijkend woordenboek van alle talen en dialecten van Peter Simon Pallas

Een van de eerste meertalige woordenlijsten was het Vergelijkend woordenboek van alle talen en dialecten uit 1787-89 van Peter Simon Pallas in opdracht van Catharina de Grote. De toespraak van William Jones in 1786 voor de Royal Asiatic Society of Bengal wordt echter veelal gezien als het begin van de historische taalkunde:
The Sanscrit language, whatever be its antiquity, is of a wonderful structure; more perfect than the Greek, more copious than the Latin, and more exquisitely refined than either, yet bearing to both of them a stronger affinity, both in the roots of verbs and the forms of grammar, than could possibly have been produced by accident; so strong indeed, that no philologer could examine them all three, without believing them to have sprung from some common source, which, perhaps, no longer exists. There is a similar reason, though not quite so forcible, for supposing that both the Gothick and the Celtick, though blended with a very different idiom, had the same origin with the Sanscrit; and the old Persian might be added to the same family
Sanskriet speelde een centrale rol in de eerste pogingen om de vooroudertaal te achterhalen die bekend zou worden als Proto-Indo-Europees (PIE). Lange tijd werd onder Bijbelse invloed gedacht dat Hebreeuws de vooroudertaal was, waarna de dochtertalen na de Toren van Babel zouden zijn ontstaan. Andere talen werden ook al geopperd, zoals Scythisch door Marcus Zuerius Boxhorn in 1647. Het idee van een moedertaal met dochtertalen werd in 1686 geopperd door Andreas Jäger of Georg Caspar Kirchmaier. Dit is terug te vinden in de stamboomtheorie van August Schleicher uit 1861. Deze theorie kende zijn beperkingen, maar werd daarna de norm in het vergelijkend onderzoek, al werd de Bijbelse oorsprong daarbij ten tijde van de verlichting vergeten:
This tree paradigm remains very much the foundation of historical linguistics to this day, although a kind of willful collective amnesia has tended to suppress its biblical origins.
Hoewel de positie van het Hebreeuws als veronderstelde moedertaal niet geheel verdween, werd het Sanskriet door de ontdekking van die taal in het Westen ook wel zo gezien. Er was onder een selecte groep in Europa zelfs sprake van een Indomanie, zoals bij Voltaire en Johann Gottfried Herder, waarbij Friedrich Schlegel India als de bakermat van de beschaving zag en Sanskriet als de moedertaal, een vroege vorm van de out-of-India-theorie. Ook Vans Kennedy en Frédéric Eichhoff was van mening dat het Sanskriet, volgens Eichoff mogelijk met het Fenicisch, deze rol had gespeeld.
In een recensie van het werk van Pallas kwam Christian Jakob Kraus in 1787 met de kritiek dat het niet de vocabulaire was die een centrale rol moest spelen bij het vergelijkend onderzoek, maar de morfologie. De morfologische typologie werd ontwikkeld door Friedrich Schlegel en diens broer August Wilhelm. Die laatste was het niet eens met zijn broer over de positie van het Sanskriet en stelde dat het zeer onwaarschijnlijk was dat een randgebied een dergelijke centrale rol had gespeeld. Ook Franz Bopp dacht net als Jones dat er nog een vroegere taal was, al gold het Sanskriet voor hem wel als de meest perfecte versie.
In 1813 introduceerde Thomas Young het begrip Indoeuropean. Rasmus Rask zette in 1818 de fundamentele principes voor de vergelijkende taalkunde uiteen en toonde de relatie van Germaans met Grieks, Slavisch en Baltisch. Jacob Grimm publiceerde in 1822 de tweede editie van zijn Deutsche Grammatik, wat feitelijk een geheel nieuw boek was. Grimm was sterk beïnvloed door Rask en richtte zich bij zijn onderzoek op de Ablaut of klinkerwisseling en de klankverschuiving, waarna de eerste Germaanse klankverschuiving ook wel wet van Grimm werd genoemd. Hermann Grassmann wist met zijn wet van Grassmann een verklaring te geven op een van de uitzonderingen op de klankwetten. Het was echter Karl Adolf Verner die in 1875 vond dat het geen uitzonderingen waren, maar dat er een wetmatigheid achter lag, de wet van Verner.
Bopp publiceerde in 1833-52 de eerste vergelijkende grammatica. Schleicher volgde in 1861, maar zijn Proto-Indo-Europees was nog vrijwel geheel Sanskriet. Hun werk werd ingehaald door de neogrammatici, zoals Verner. Karl Brugmann en Berthold Delbrück stelden op basis van de nieuwe inzichten een overzichtswerk van PIE samen.
De vergelijkende methode was zo een alternatief voor de glottochronologie en de lexicostatistiek. Gedurende de eerste helft van de 20e eeuw werd steeds duidelijker dat vergelijking van woorden de enige manier was om meer zekerheid te krijgen omtrent verwantschappen tussen talen. Lange tijd was dit dan ook de enige vigerende methode, totdat Joseph Greenberg de alternatieve methode van lexicale massavergelijking naar voren bracht.

## Toepassingen
Bij het vaststellen van genetische verwantschap tussen talen is het primaire doel vast te stellen dat twee of meer geattesteerde talen dochtertalen zijn van een en dezelfde vooroudertaal. Dit geschiedt aan de hand van het vinden van cognaten en het vaststellen welke reguliere klankwetten hebben gegolden die tot de verschillende vormen hebben geleid en hoe gemeenschappelijke proto-woorden en klankinventarissen kunnen worden gereconstrueerd waarbij mogelijke toevalligheden worden uitgesloten (zie ook etymologie). Ook taalverwerving speelt in dit verband een belangrijke rol; taal verandert mede doordat ze van generatie op generatie wordt doorgegeven. Op deze manier bestaat er bijvoorbeeld een rechtstreeks verband tussen het vulgair Latijn en alle Romaanse talen. Het begrip verwantschap is betrekkelijk; zo is het verband tussen de Romaanse taalgroep en bijvoorbeeld alle Germaanse en Slavische talen minder direct, maar er is wel nog steeds sprake van een gemeenschappelijke voorouder.

#### Het opstellen van potentiële cognatenlijsten
Wanneer in de woordenschat van twee of meer talen woorden met vergelijkbare betekenissen reguliere overeenkomsten vertonen qua fonetische structuur, is dit een teken dat de talen een gemeenschappelijke voorouder hebben. Hieronder volgende voorbeelden van cognaten in Polynesische talen:
| Gloss        | een      | twee    | drie     | vier   | vijf     | man       | zee     | taboe   | octopus | kano    | binnenkomen |
| ------------ | -------- | ------- | -------- | ------ | -------- | --------- | ------- | ------- | ------- | ------- | ----------- |
| Tongaans     | [ taha]  | [ ua]   | [ tolu]  | [ fā]  | [ nima]  | [ taŋata] | [ tahi] | [ tapu] | [ feke] | [ vaka] | [ hū]       |
| Samoaans     | [ tasi]  | [ lua]  | [ tolu]  | [ fā]  | [ lima]  | [ taŋata] | [ tai]  | [ tapu] | [ feʔe] | [ vaʔa] | [ ulu]      |
| Māori        | [ tahi]  | [ rua]  | [ toru]  | [ ɸā]  | [ rima]  | [ taŋata] | [ tai]  | [ tapu] | [ ɸeke] | [ waka] | [ uru]      |
| Rapa Nui     | [ -tahi] | [ -rua] | [ -toru] | [ -ha] | [ -rima] | [ taŋata] | [ tai]  | [ tapu] | [ heke] | [ vaka] | [ uru]      |
| Rarotongaans | [ taʔi]  | [ rua]  | [ toru]  | [ ʔā]  | [ rima]  | [ taŋata] | [ tai]  | [ tapu] | [ ʔeke] | [ vaka] | [ uru]      |
| Hawaïaans    | [ kahi]  | [ lua]  | [ kolu]  | [ hā]  | [ lima]  | [ kanaka] | [ kai]  | [ kapu] | [ heʔe] | [ waʔa] | [ ulu]      |

Men bemerke goed het verschil tussen erfwoorden en leenwoorden. De Polynesische woorden voor taboe hangen etymologisch samen met het Nederlandse woord taboe, hetgeen echter geenszins een verwantschap impliceert; het betreffende woord is in veel Indo-Europese talen waaronder het Nederlands uit het Tongaans geleend. Genetische verwantschap dient dus voor alles te worden gezocht in het kernlexicon van talen, maar zelfs hier is enige terughoudendheid geboden; het Fins, dat voor zover bekend geen enkele genetische verwantschap met de Indo-Europese talen heeft, heeft het woord voor moeder (äiti) ontleend aan het Gotisch (aiþei).

## Klankwetten
Wanneer de vermoedelijke cognaten eenmaal zijn vastgesteld, is de volgende stap het bepalen welke vaste klankverschuivingen hebben plaatsgehad die tot de verschillende vormen in elk der afzonderlijke talen hebben geleid. Zo is het bijvoorbeeld op grond van de vele regelmatige overeenkomsten tussen qua betekenis verwante woorden in het Latijn, Engels en Nederlands
wel zeker dat deze woorden tevens cognaten zijn:
| Engels     | ten   | two  | tow   | tooth |
| Nederlands | tien  | twee | tuien | tand  |
| Latijn     | decem | duo  | dūco  | dent  |

In dit geval valt op dat een stemhebbende dentaal aan het begin van woorden in het Latijn systematisch overeenkomt met een stemloze dentaal in het Engels en Nederlands. De kans dat een dergelijke systematische overeenkomst in verschillende talen op toeval berust is verwaarloosbaar klein.
Het vaststellen van dit soort klankwetten is extra belangrijk in het geval van schijnbare cognaten, zoals het Latijnse woord dies en het Nederlandse dag; deze twee woorden lijken qua vorm op elkaar en betekenen bovendien hetzelfde, maar ze zijn niet etymologisch verwant. Evenzo lijkt het Nederlandse woord heden een cognaat van het Latijnse hodie ‘vandaag’, maar is dit niet.

## Complementaire distributie
Soms vindt een klankverschuiving alleen plaats in een bepaalde fonologische context. De vergelijkende methode werkt over het algemeen beter wanneer men van dit soort feiten op de hoogte is.
- In het Oudgrieks en Sanskriet vindt desaspiratie van plosieven bijvoorbeeld alleen plaats als de plosief in de volgende lettergreep geaspireerd is (dit verschijnsel staat bekend als de Wet van Grassmann).

Ook kan de context die ervoor zorgde dat een verandering plaatsvindt in een later stadium zijn vernietigd. In dit geval is er vaak sprake van een tegenbloedende volgorde van fonologische regels:
- Al in een vroeg stadium van het Sanskriet had (evenals in veel andere talen) velare palatalisatie voor de hoge klinkers i en e plaats, maar later werd de klinker e verlaagd tot a. Alleen dankzij vergelijkingen met andere Indo-Europese talen heeft men de oorspronkelijke fonologische context waarin de Sanskriete palatalisatie had kunnen plaatsvinden kunnen reconstrueren (het Sanskriete woord voor en, ca, hangt bijvoorbeeld samen met het Latijnse que dat hetzelfde betekent).
- Stemloze medeklinkers werden als gevolg van de wet van Verner - die vermoedelijk al gold voordat als gevolg van de wet van Grimm de klemtoon naar voren schoof - alleen in de Germaanse talen stemhebbend. Hierdoor steekt bijvoorbeeld het Nederlandse woord vader nu af tegen de cognaten in het Latijn en Sanskriet, pater en pitar.

In zulke gevallen komt het veelal aan op de reconstructie van een of meer protofonemen. Dit kan erg lastig zijn, aangezien klankverschuivingen soms heel veel stadia kunnen doorlopen. Zo was bijvoorbeeld in het Oudarmeens de Proto-Indo-Europese medeklinkercombinatie dw- als gevolg van ingewikkelde klankverschuivingen systematisch verschoven naar erk-, wat bijvoorbeeld blijkt uit het Oudarmeense woord voor twee, erku.
Op deze manier is bijvoorbeeld het plosievensysteem van het Proto-Indo-Europees als volgt gereconstrueerd:
|                         | Labiaal | Dentaal | Velaar | Labiovelaar | Palatovelaar |
| ----------------------- | ------- | ------- | ------ | ----------- | ------------ |
| Stemloos                | p       | t       | k      | [kʷ]        | [kʲ]         |
| Stemhebbend             | (b)     | d       | g      | [gʷ]        | [gʲ]         |
| Stemhebbend geaspireerd | [bʱ]    | [dʱ]    | [gʱ]   | [gʷʱ]       | [gʲʱ]        |

Deze reconstructie is echter omstreden. Volgens sommige taalkundigen is het onmogelijk dat een taal wel een adem-stem-reeks heeft, maar geen overeenkomende stemloze geaspireerde medeklinkers. Als alternatief opperden Tamaz V. Gamkrelidze en Vyacheslav Vsevolodovich Ivanov dat de stemhebbende plosieven misschien in werkelijkheid geglottaliseerd waren, hetzij implosieven (ɓ, ɗ, ɠ) dan wel ejectieven (pʼ, tʼ, kʼ). Dit is bekend geworden als de glottaaltheorie.
Verder zijn er uiteraard vele beperkingen op het gebied van de taaltypologie (woordvolgorde, syntaxis, verbuiging, vervoeging enz.). Vaak zijn dit soort dingen zeer moeilijk meer te achterhalen vanwege de tijdsspanne. De volledige reconstructie van een proto-taal moet daarom in de praktijk als onmogelijk worden beschouwd, terwijl het herkennen van systematische klankverschuivingen in verschillende talen veel gemakkelijker is.

## Neogrammatische stelling en leenwoorden
Ter ondersteuning van de vergelijkende methode werd aan het einde van de 19e eeuw door de neogrammatici geopperd dat klankwetten geen uitzonderingen kennen. Dit is bekend geworden als de neogrammatische stelling. Hier werd door tegenstanders van de neogrammatici tegenin gebracht dat elk woord zijn eigen geschiedenis heeft. De neogrammatische stelling is tegenwoordig vrij algemeen geaccepteerd.
Niettemin erkenden ook de neogrammatici dat bij de adaptatie van leenwoorden in de ontlenende taal problemen kunnen ontstaan. Ook kunnen onregelmatigheden in de verbuiging soms in fonetisch opzicht problemen opleveren. Een mogelijke oplossing is om leenwoorden en andere buitenissigheden uit te sluiten van de gewone analyse. In andere gevallen beriepen de neogrammatici zich op analogie; een woord kan als gevolg van regelmatige klankverschuivingen zodanig veranderen, dat het niet meer past in een bepaald paradigma. Iets dergelijks deed zich bij voor bij de ontwikkeling uit het Proto-Slavisch van het Russische woord voor negen, /dʲevʲatʲ/, dat volgens de Russische klankwetten eigenlijk /nʲevʲatʲ/ had moeten zijn. Het ligt voor de hand dat dit woord is aangepast aan het Russische woord voor tien, /dʲesʲatʲ/. Dit verschijnsel doet zich met name voor bij woordparadigma's van werkwoorden; de vervoeging van het Nederlandse kiezen was bijvoorbeeld oorspronkelijk koos (enkelvoud) - koren (meervoud) - gekoren (zie Wet van Verner; zie ook morfologische nivellering).
In feite begint elke klankverschuiving − hoe systematisch deze verder ook verloopt − als een anomalie in één bepaalde fonologische context, waarna zij zich verspreidt via lexicale diffusie. De mate waarin dit gebeurt is van allerlei factoren afhankelijk, zoals sociolect en idiolect.